# Museo del Teatro Romano de Cartagena

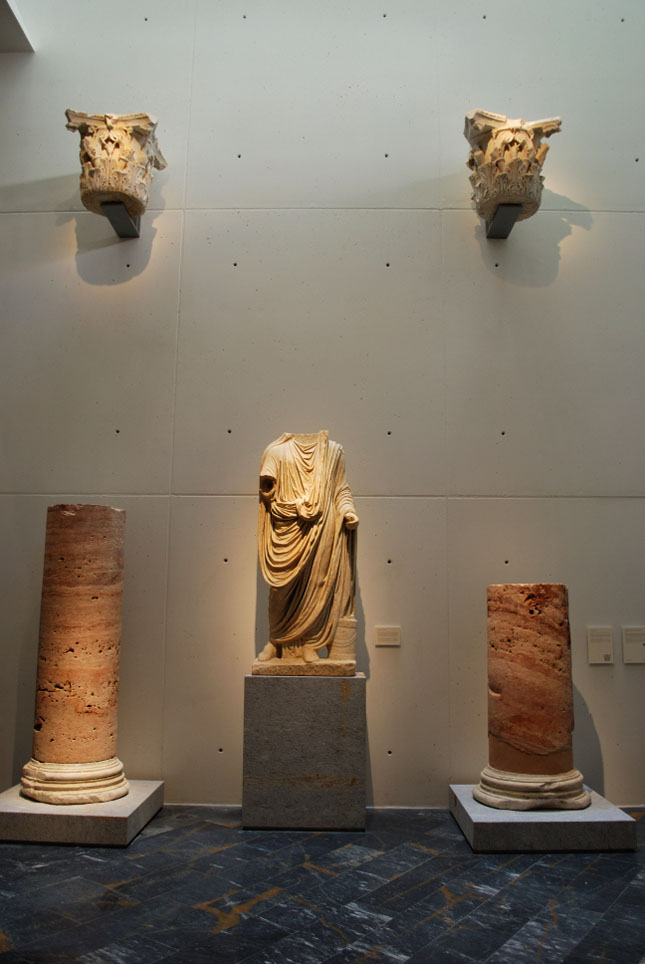
Sala principal del Museo del Teatro Romano de Cartagena con la escultura de Augusto togado procedente del Foro Romano de Carthago Nova y dos columnas de la escena.

El Museo del Teatro Romano de Cartagena es una obra del arquitecto Rafael Moneo inaugurada el 11 de julio de 2008 y que está dedicada al proyecto de excavación, restauración y reconocimiento del teatro romano de Cartagena en Cartagena (Región de Murcia), España.

## El teatro romano de Cartagena
En 1988, de forma accidental, se descubrieron los restos del teatro romano de Cartago Nova, un edificio del que no se tenía ninguna constancia histórica ni arqueológica. El hallazgo del teatro romano de Cartagena es una prueba fehaciente más que viene a respaldar algo que ya se conocía gracias a otros  hallazgos arqueológicos como el anfiteatro de Cartagena, la gran importancia que la ciudad de Cartagena desempeñó en la antigua Hispania, en tiempos del Imperio romano.
El motivo por el que no se tenía constancia de la existencia del teatro y que su existencia haya pasado inadvertida durante siglos es que el emplazamiento donde se encuentra el mismo es uno de los pocos lugares de la ciudad de Cartagena donde la actividad humana ha estado presente de manera constante a lo largo de la historia, con lo cual, se fueron construyendo sobre los restos del teatro diversas edificaciones a lo largo del tiempo hasta ocultarlo totalmente. Un ejemplo de esto sería la Catedral de Cartagena, que se encuentra superpuesta en parte sobre el teatro.
El proyecto de recuperación del teatro romano de Cartagena, además de para restaurar el monumento, ha servido como impulso para comenzar la regeneración de una de las zonas más degradadas de la ciudad. Al mismo tiempo, al estar situado cerca de otros edificios emblemáticos de la ciudad como la antigua catedral, el Palacio consistorial o el castillo de la Concepción, queda integrado dentro de las rutas turísticas más típicas de Cartagena.
El teatro fue encargo directo del emperador Augusto dentro de su política de romanización y en su construcción se emplearon materiales y técnicas locales junto a elementos decorativos importados directamente de talleres imperiales y realizados en mármoles de altísima calidad procedentes de Carrara o Grecia.
En marzo de 2003 se puso en marcha la Fundación del Teatro Romano de Cartagena que tiene como organismos fundadores a la Región de Murcia, el Ayuntamiento de Cartagena y la Fundación Cajamurcia. A este grupo inicial se unió, en 2004, la empresa Saras Energía S.A. Los objetivos que se marcó dicha Fundación fueron la puesta en marcha y ejecución del proyecto de recuperación del teatro romano y, una vez acabada la restauración, continuar vinculados a la gestión y mantenimiento del museo y del propio teatro.

## El proyecto de Rafael Moneo
El proyecto de recuperación encargado a Rafael Moneo no se limitaba a la restauración del teatro romano, sino que abarcaba también la integración del monumento en el casco urbano, su mantenimiento, conservación y exposición con fines didácticos y culturales, así como la construcción de un museo y un centro de investigación anexos.
La integración del espacio del museo y el teatro romano en la trama urbana contemplaba el ajardinamiento de gran parte del entorno para su continuidad con los restos del castillo de la Concepción y la urbanización de todo este sector. Los materiales empleados en la remodelación de la zona fueron cuidadosamente seleccionados para intentar conseguir armonizar el monumento histórico con las calles colindantes y con los espacios verdes creados en sus alrededores.
El Museo del Teatro Romano es una parte importante del proyecto de Moneo y se creó en un intento de reunir todas las piezas halladas durante la recuperación del teatro en un solo espacio museístico. No obstante, cabe destacar que una importante cantidad de piezas recuperadas de la época del teatro no se encuentran en este edificio, sino en el Museo Arqueológico Municipal de Cartagena, de manera que el Museo del Teatro Romano únicamente contiene una colección relativamente pequeña que sirve para poner en antecedentes al visitante y prepararle para la contemplación del teatro romano.
Se accede al Museo del Teatro a través del edificio conocido como el Palacio de Riquelme que se encuentra en una de las zonas más emblemáticas de Cartagena, la plaza donde se encuentra el Palacio consistorial de Cartagena. No sólo el Palacio de Riquelme está integrado en el Museo, sino que la antigua iglesia de Santa María la Vieja, al estar superpuesta sobre los restos del teatro, también queda incorporada al conjunto histórico. El museo está dividido en dos edificios que se encuentran unidos entre sí por un túnel que discurre bajo la calle. En el primer edificio, el Palacio de Riquelme, encontramos el vestíbulo, el salón de actos, la cafetería, la tienda del museo, la sala de exposiciones temporales así como el corredor sobre la historia del teatro y alguna dependencia más. El segundo edificio queda destinado a las colecciones permanentes del museo y a través de él se tiene acceso al teatro romano.

## Colecciones permanentes del museo

### Corredor: La Historia del Teatro
En este pasillo el visitante inicia un recorrido cronológico inverso a través de la historia de la zona donde se asientan los restos del teatro romano. Comenzando por el Barrio de Pescadores del siglo XVIII, el recorrido nos va trasportando atrás en el tiempo pasando por el Arrabal Viejo, la medina musulmana, el barrio bizantino, el mercado de finales del siglo V, hasta llegar finalmente al teatro romano del siglo I. Todo este recorrido a través del tiempo queda ilustrado mediante la exposición de diversos objetos recuperados de cada época y varios paneles informativos y presentaciones multimedia que nos muestran cómo fueron construyéndose diferentes edificaciones sobre los restos del teatro romano a lo largo de la historia.

### Sala I: La Arquitectura del Teatro
Ésta sala del museo está dedicada a la construcción del teatro romano de Cartagena en el siglo I. En ella encontramos diversas piezas originales recuperadas de los restos del teatro romano y que nos permiten entender, con la ayuda de una maqueta a escala del teatro y de presentaciones multimedia, cómo estaba configurada la arquitectura del edificio teatral. Junto a la maqueta del teatro, un panel informativo y una representación nos muestran cómo este fue construido siguiendo los preceptos de Marco Vitruvio, arquitecto de Julio César en el siglo I a. C.. 
Preside la sala una gran escultura de Augusto togado, procedente de la curia de Cartagena como patrocinador de las obras de urbanización de la ciudad de Carthago Nova. 
En ésta sala también se exponen fustes, capiteles labrados en piedra arenisca, capiteles corintios y fragmentos de cornisas realizadas con mármol de Carrara, así como fustes de travertino rosa de Mula.

### Sala II: Teatro y Sociedad
En ésta sala se pone en conocimiento del visitante las otras funciones que tenía el Teatro Romano aparte de la lúdica. Así, se nos muestra cómo el edificio teatral era un lugar utilizado para la propaganda política y religiosa de César Augusto, representado en este caso por dos jóvenes príncipes, Cayo y Lucio, que eran nietos suyos y muy probablemente participaron en la financiación del teatro y en la elección de su ornamentación.
Se exponen en esta sala diversos materiales ornamentales realizados en talleres imperiales, como los dos grandes dinteles de los nietos de Augusto, Lucio y Cayo, príncipes de la juventud y patronos del teatro; o las tres aras capitolinas dedicadas a Júpiter, Juno y Minerva, realizadas en talleres imperiales de Roma. También podemos ver un relieve que se ha interpretado como "Rea Silvia en su encuentro con Marte", una escultura de Apolo Citaredo en la que el dios Apolo aparece sentado en un promontorio tocando el arpa, un par de altares epigráficos hechos en mármol de Carrara y que se piensa que formaban parte de la escena del teatro y una placa epigráfica dedicada a Lucio que formaba parte del pedestal de una estatua donada al teatro por los Postumios, una de las familias más importantes de la ciudad. Varias presentaciones multimedia ofrecen datos relevantes sobre las piezas exhibidas.

### Corredor Arqueológico
Situado bajo la antigua Catedral de Cartagena (Iglesia de Santa María la Vieja), este corredor conecta el museo con el teatro romano. En su recorrido se pueden observar restos arqueológicos de las distintas fases históricas constatadas en el espacio que actualmente ocupa el templo. Incorpora diversos restos aparecidos durante las excavaciones como una cripta de finales del siglo XIX en la que se conserva un mosaico romano, una estela discoidal, el muro de aterrazamiento de una edificación de la Baja Edad Media, así como resto de una vivienda romana y de un edificio religioso medieval.

### El Teatro Romano
Al final del recorrido se accede al teatro romano, la última "gran sala" del museo. El visitante puede recorrer los pasillos del graderío y transitar por las escaleras radiales, que permiten bajar al espacio de la "orchestra" y del escenario, así como visualizar la restitución parcial de la fachada escénica.

## Galería

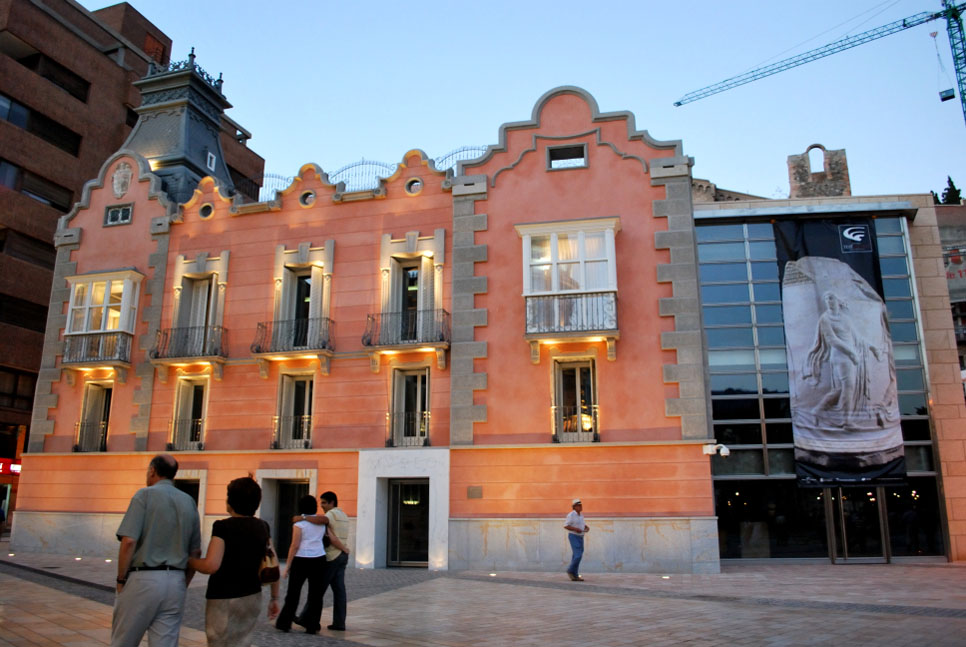
Entrada principal al museo. Palacio Pascual de Riquelme (s. XIX).
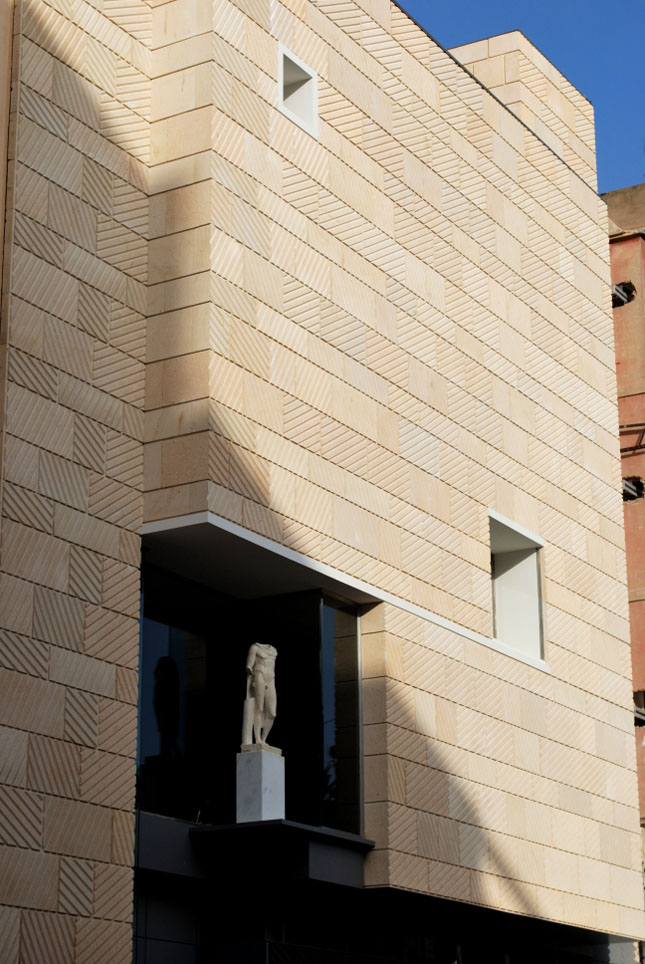
Fachada de la calle Gral. Ordóñez.
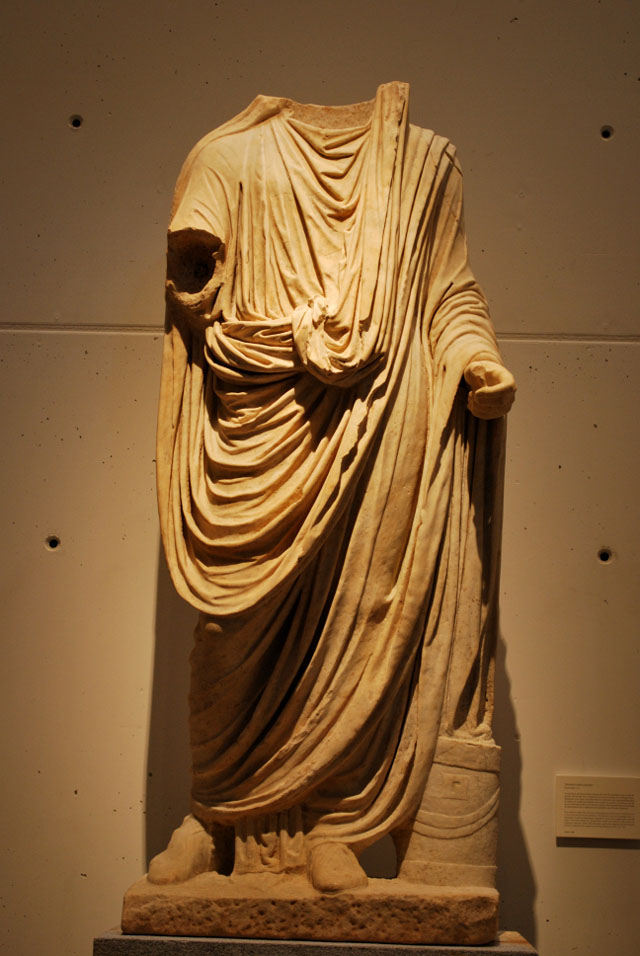
Augusto togado, procedente de la curia romana.
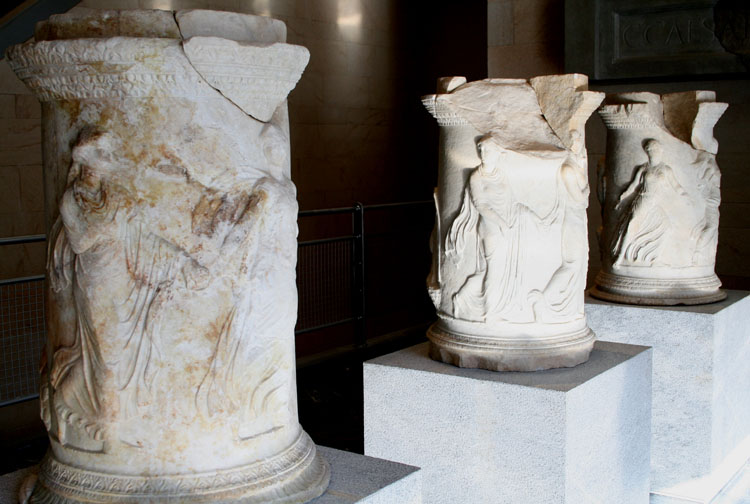
Aras de Júpiter, Juno y Minerva.
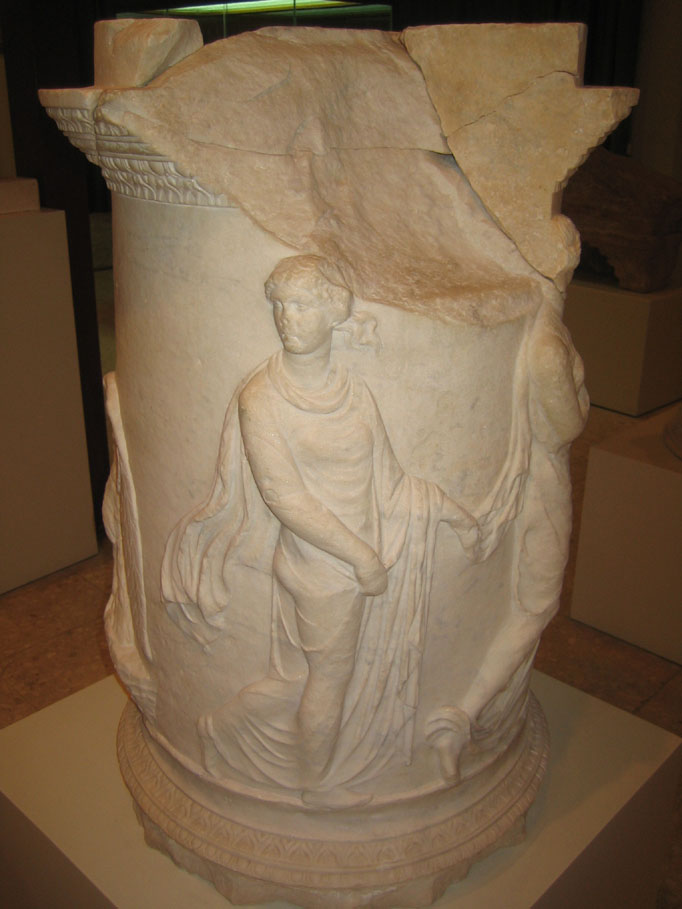
Altar de Júpiter, procedente del teatro romano.
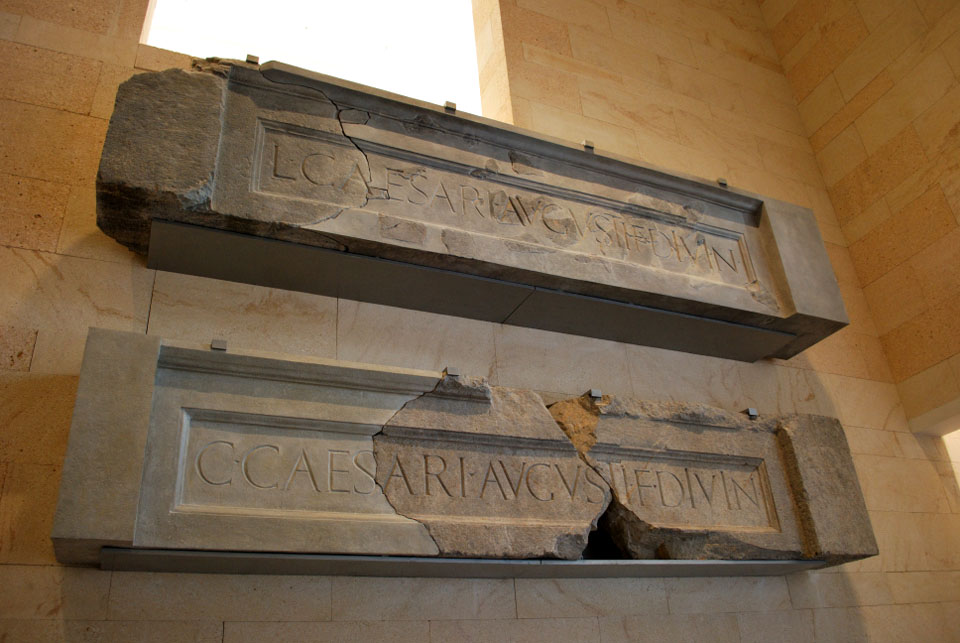
Dinteles de Lucio y Cayo César.
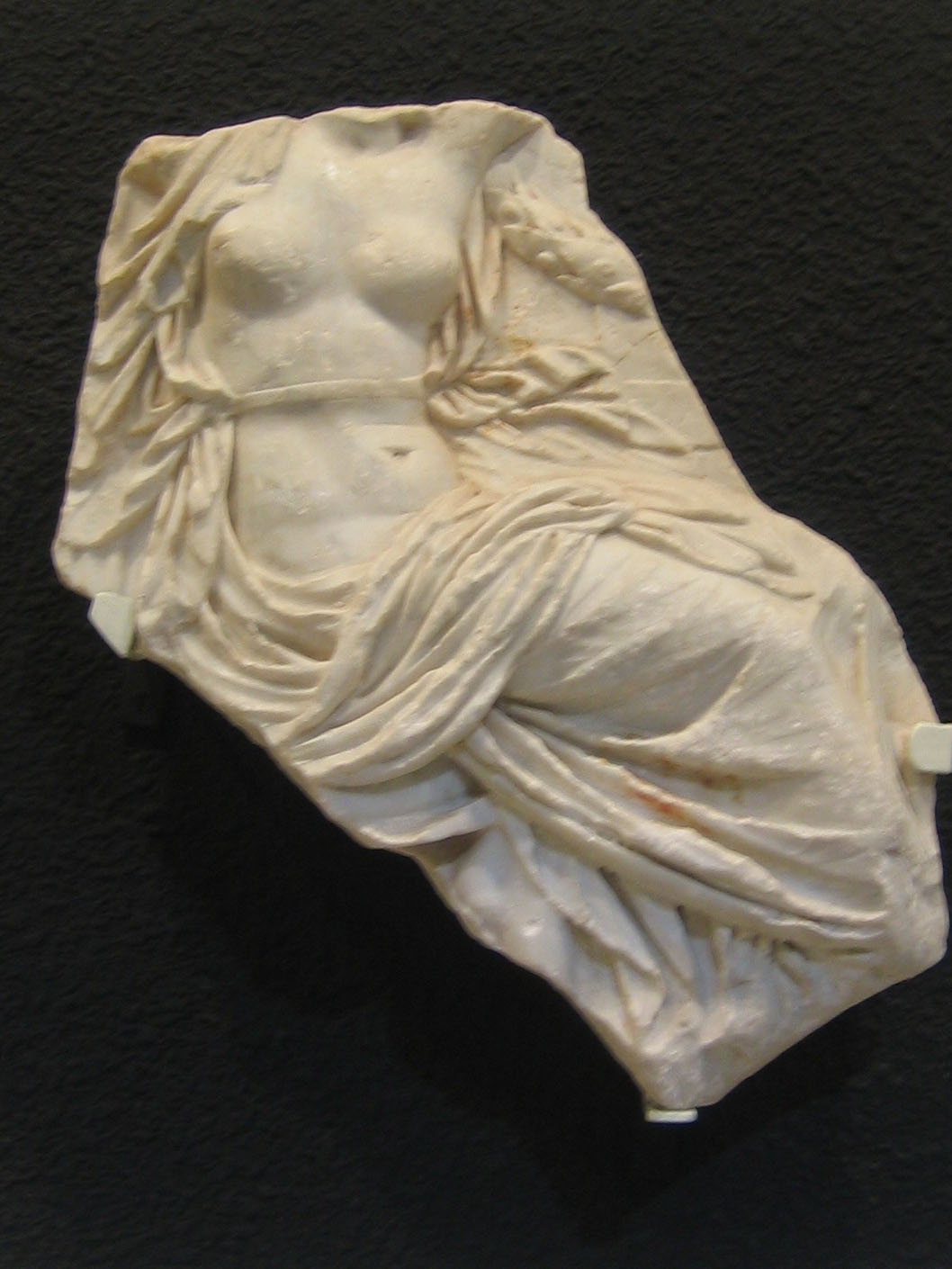
Rea Silvia, procedente del teatro romano.
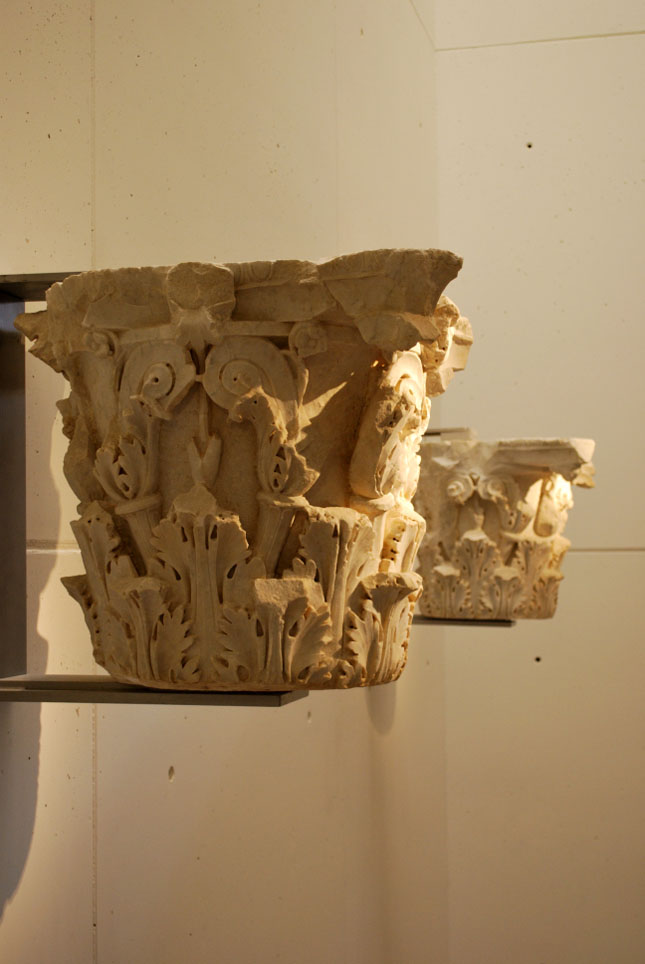
Capitel corintio procedente del teatro romano.
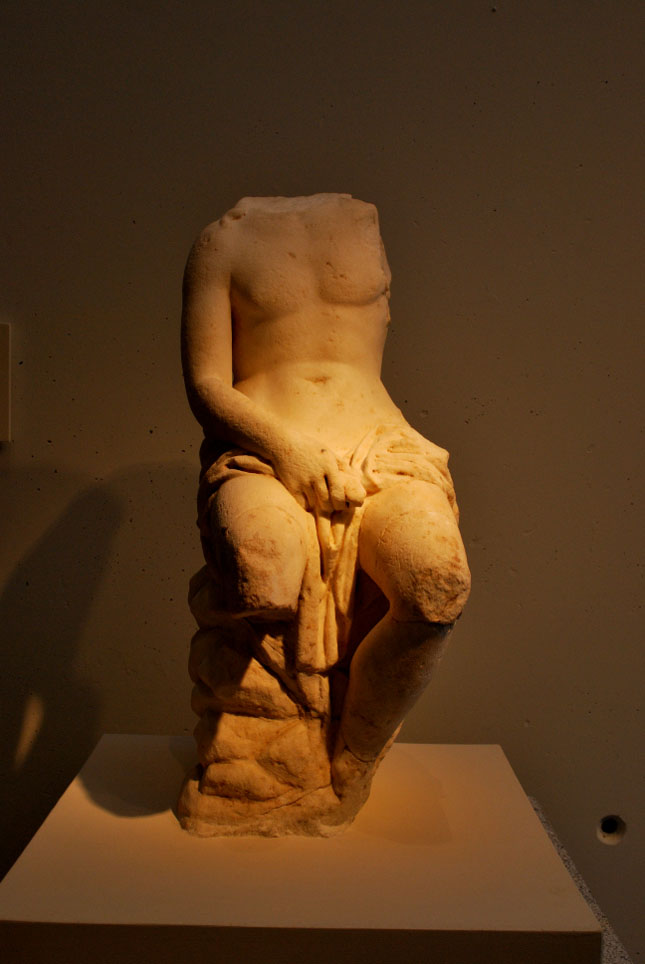
Apolo, procedente del teatro romano.
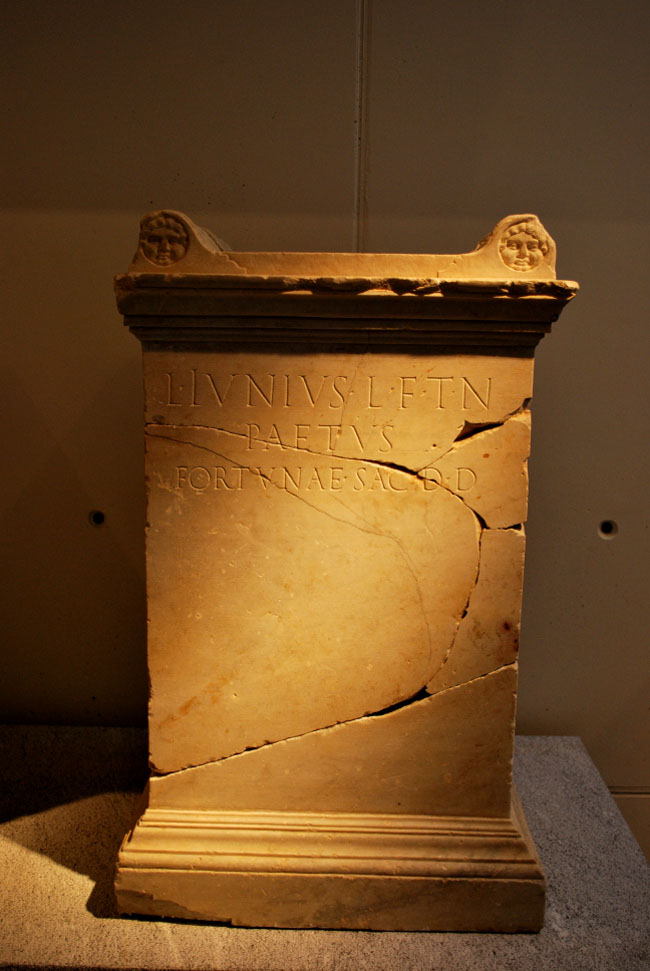
Ara de Lucio Junio Peto.
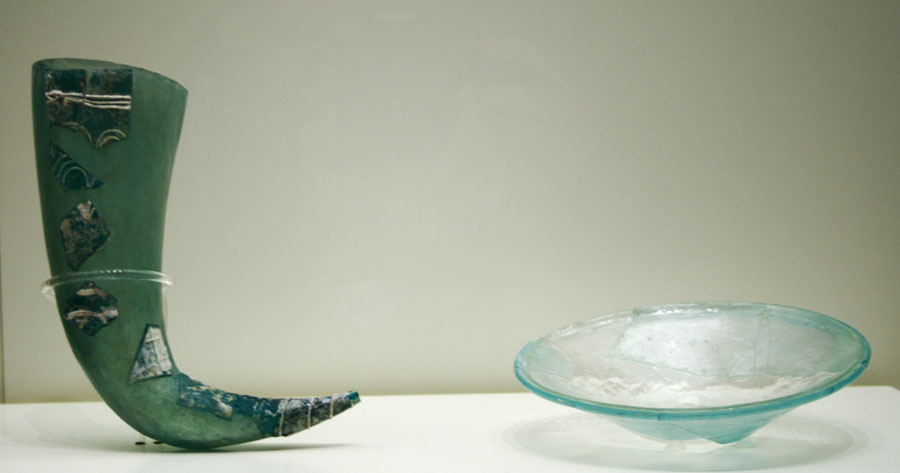
Objetos de vidrio del nivel bizantino de las excavaciones.
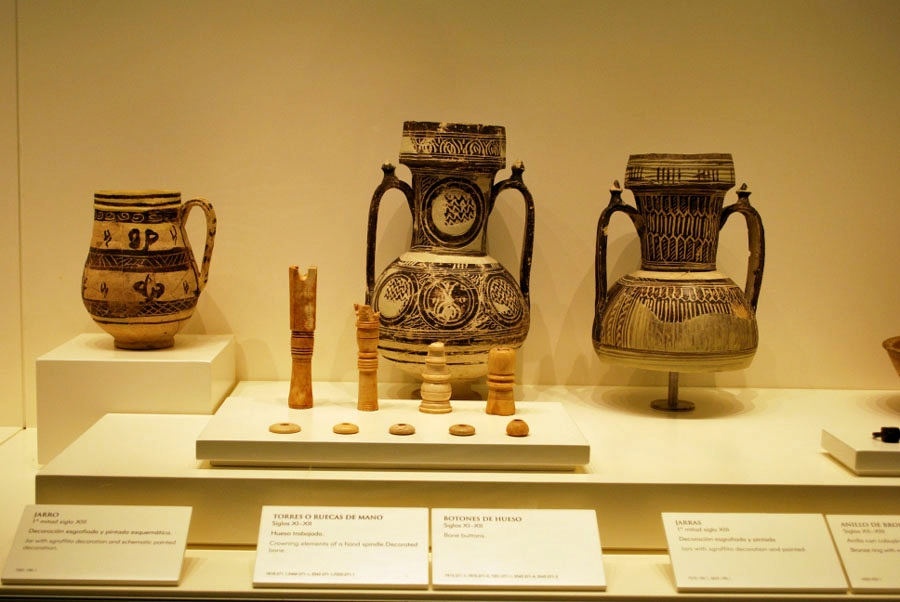
Cerámica aparecida en el nivel islámico de las excavaciones.
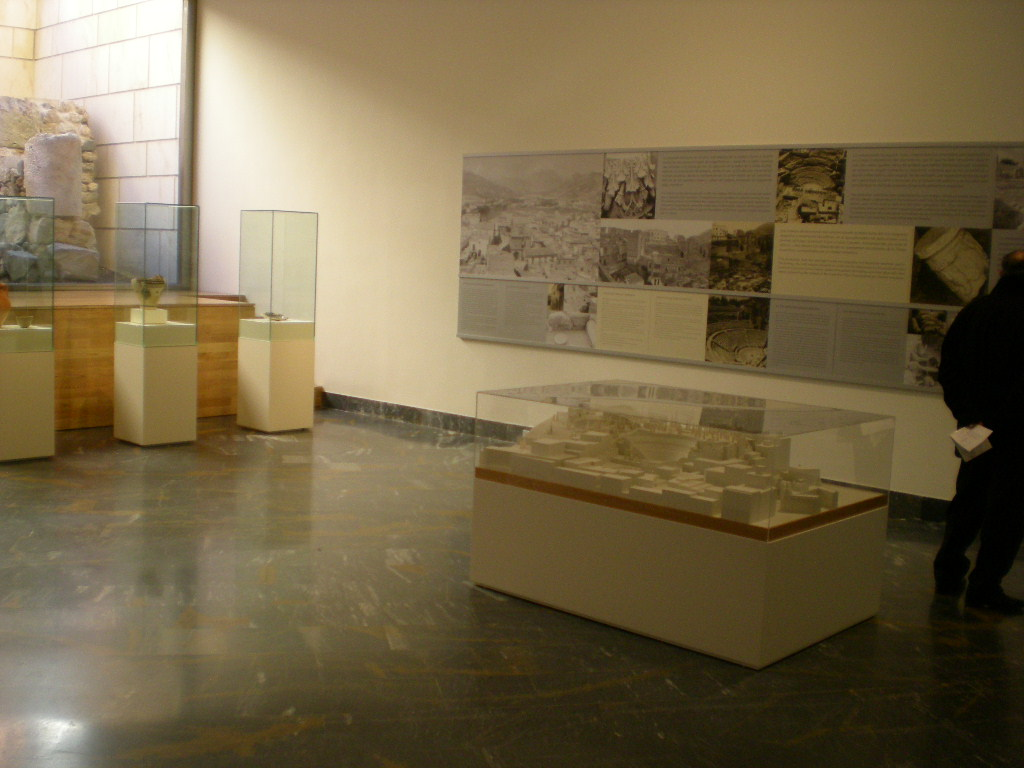
Sala de exposiciones temporales del museo.
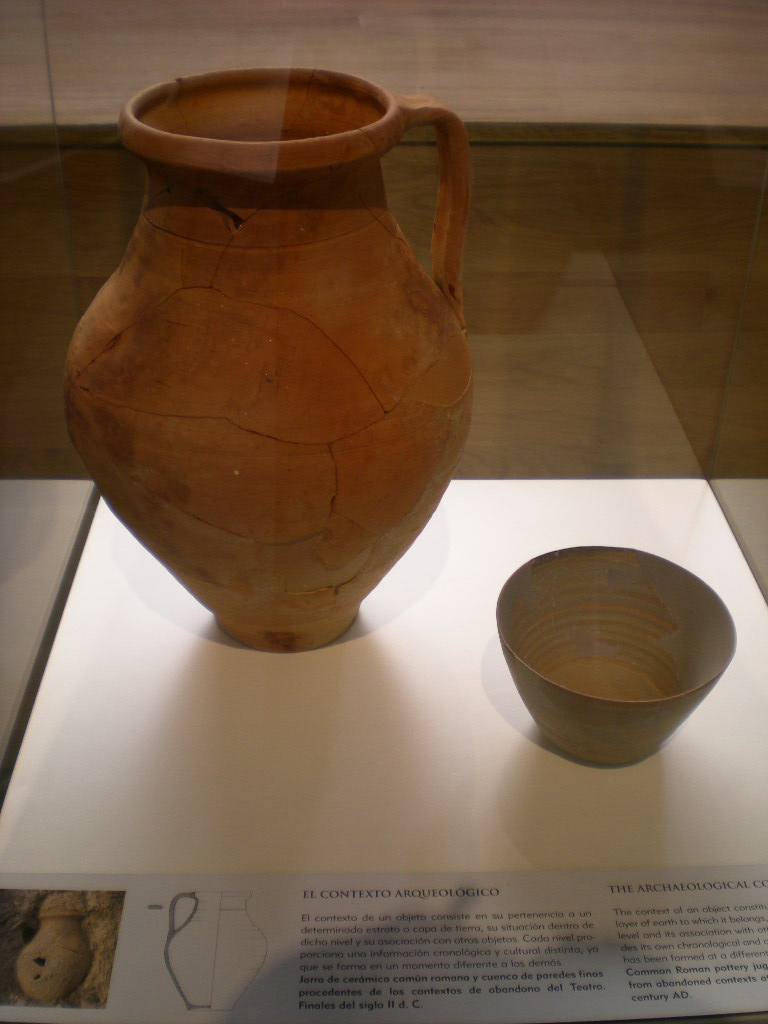
Jarra de cerámica romana y cuenco de paredes finas. Finales del siglo II.
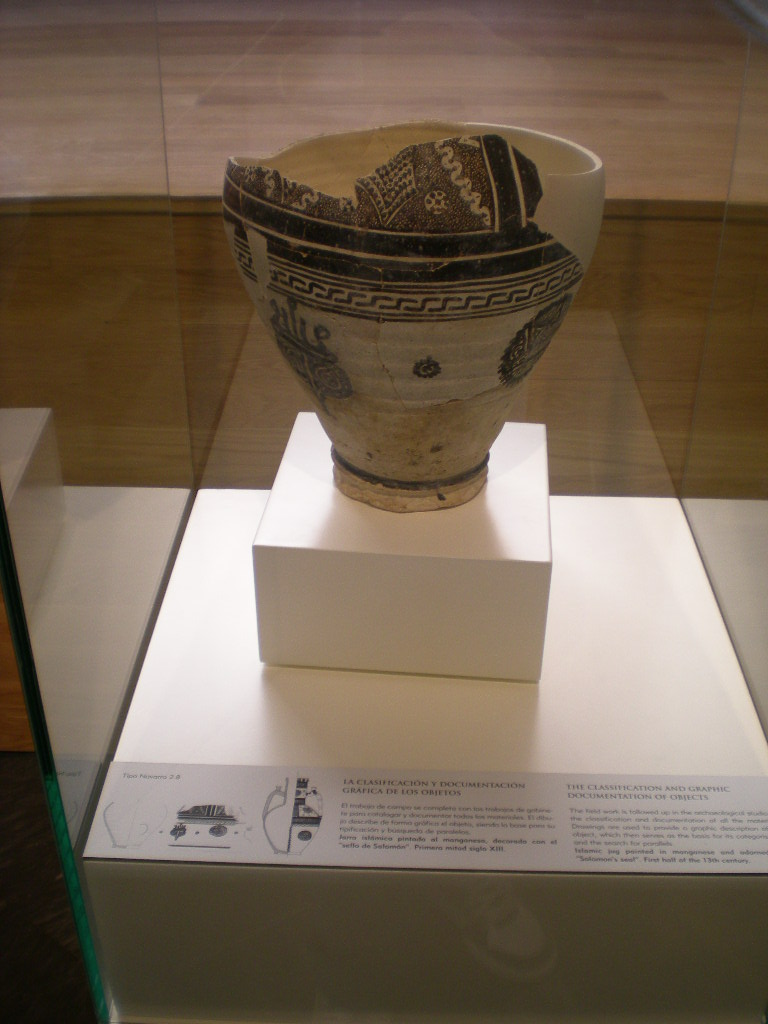
Jarra islámica pintada al manganeso. Siglo XIII.
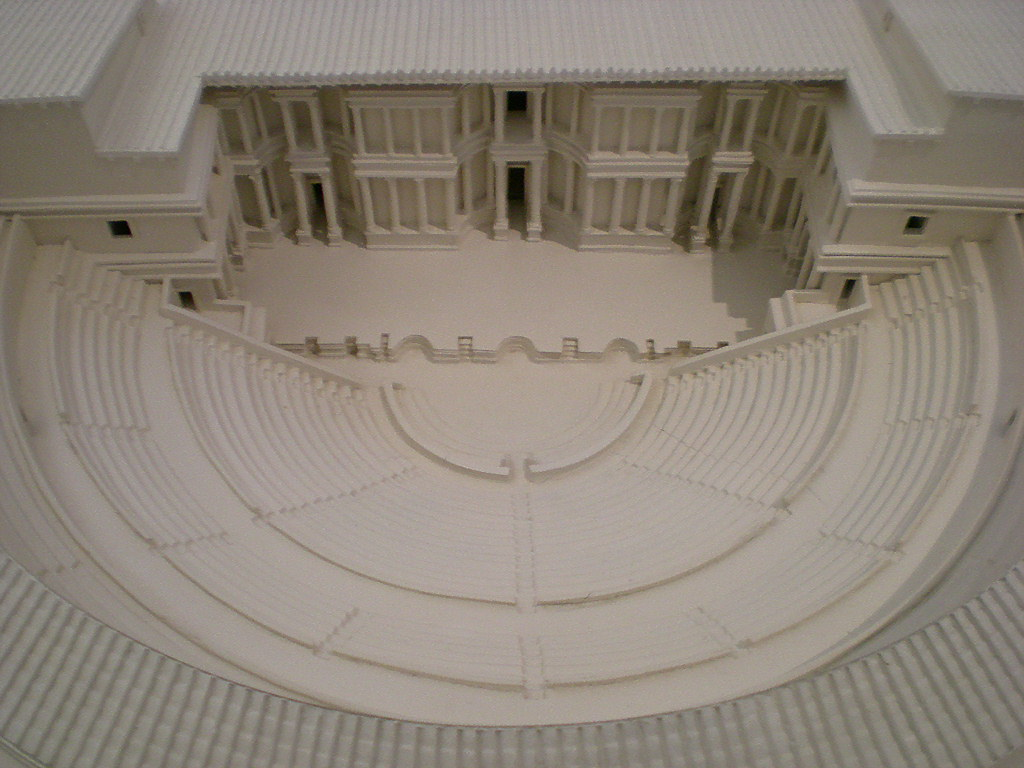
Maqueta del teatro romano.
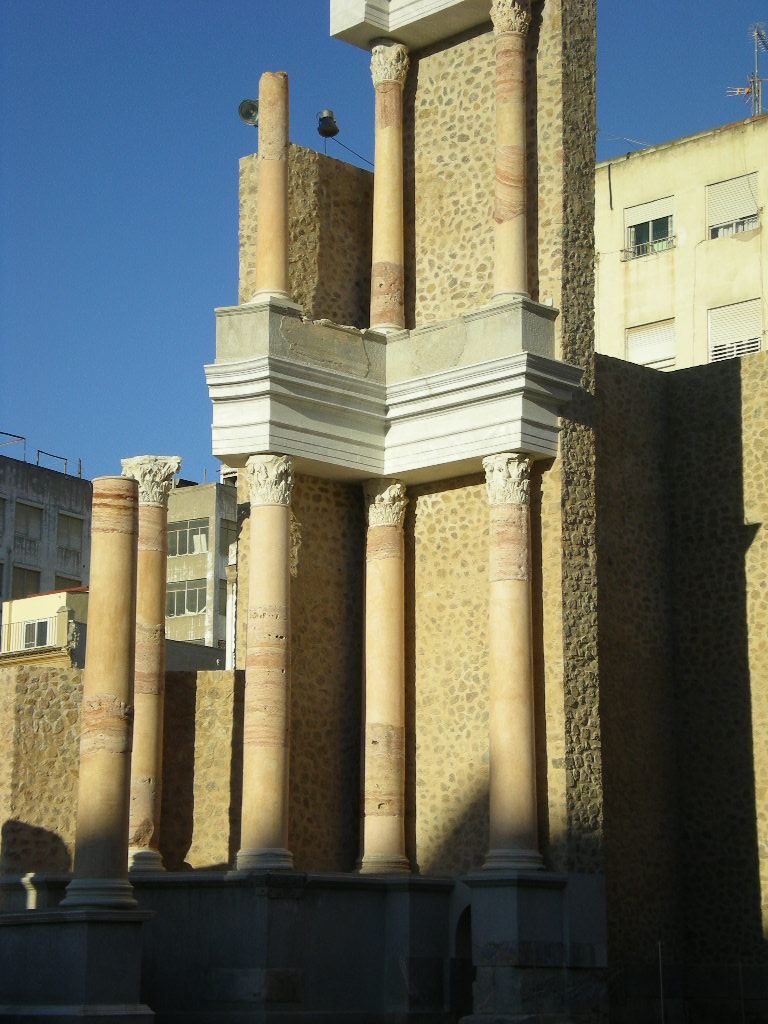
Columnas de la escena.
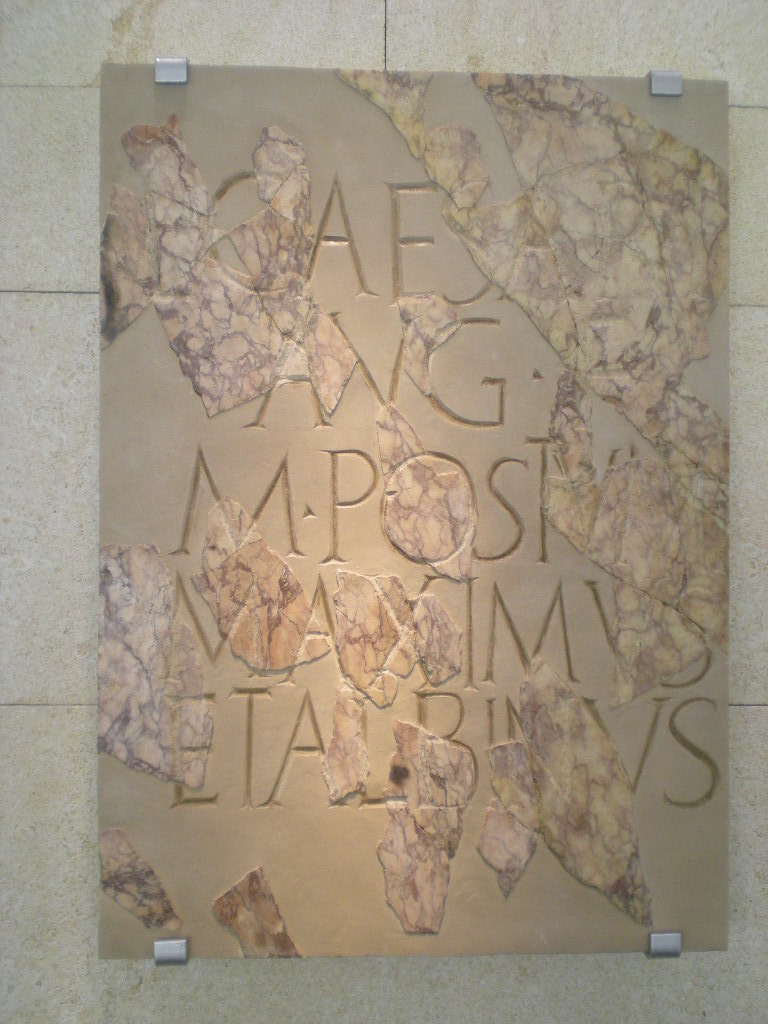
Placa epigráfica dedicada a Lucio César.
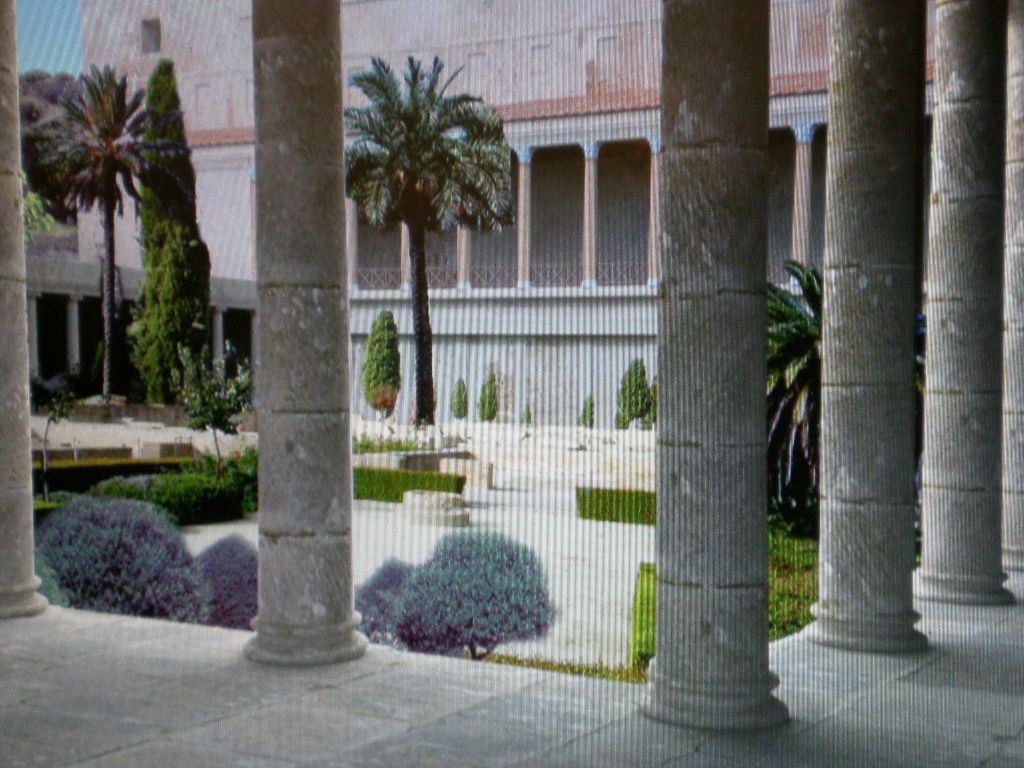
Recreación 3D de la entrada del teatro romano.
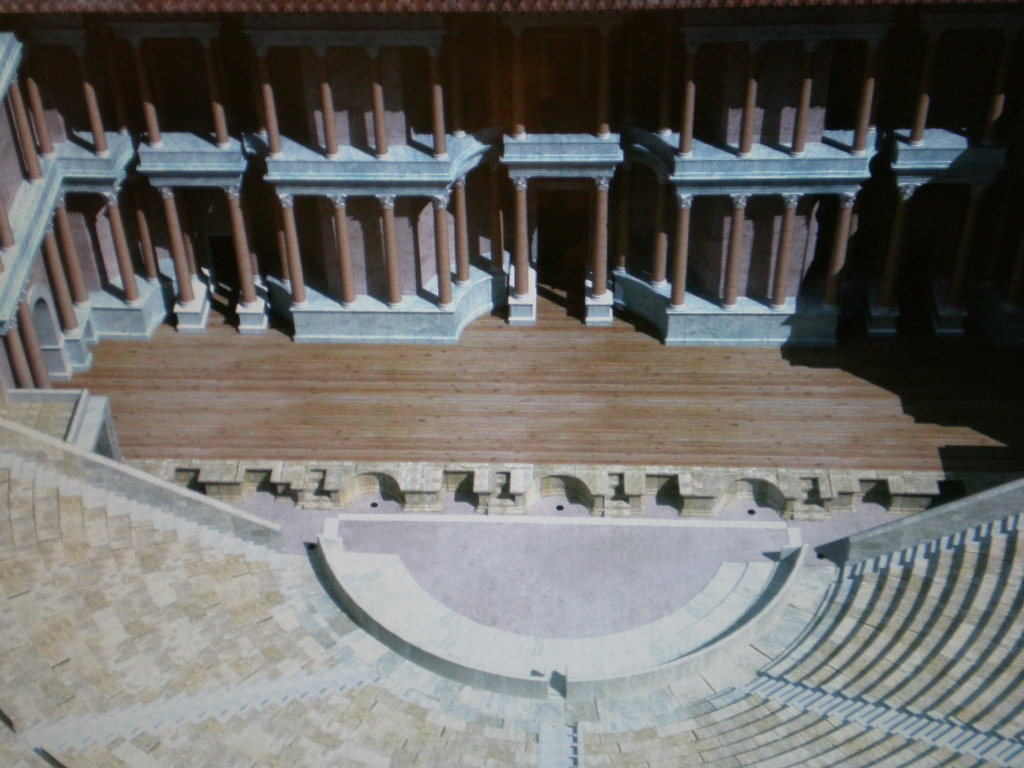
Recreación 3D del teatro romano.
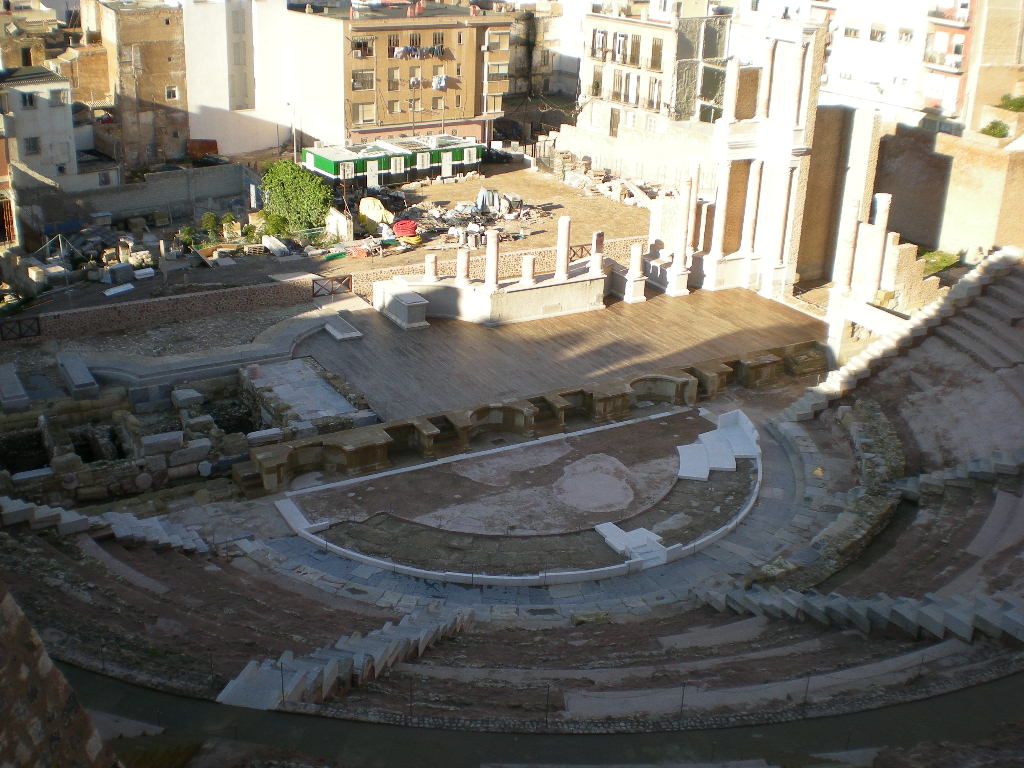
El teatro romano.
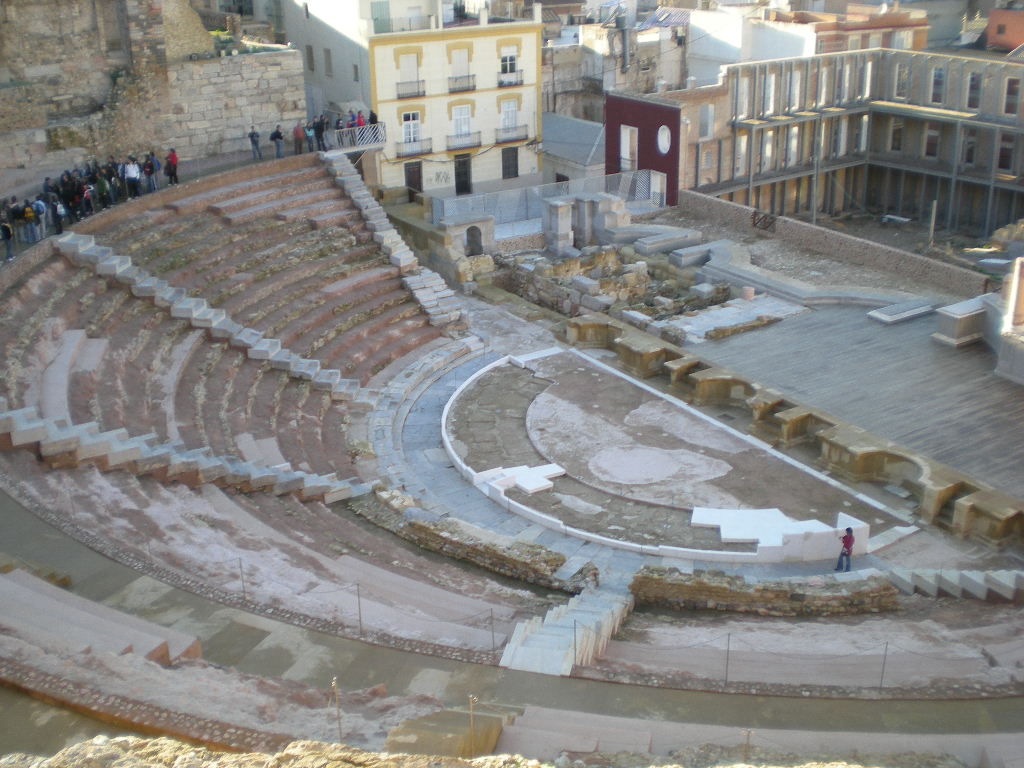
El teatro romano.